# Гокан Лооб
Пер Гокан Лооб (швед. Per Håkan Loob; нар. 3 липня 1960, Вісбю, Швеція) — шведський хокеїст, правий нападник.

## Клубна кар'єра
У складі «Фер'єстада» дебютував у 1979 році. У команді грав чотири сезони. Чемпіон Швеції 1981 та найкращий бомбардир ліги 1983 (76 очок).
У дев'ятому раунді драфта НХЛ 1980 був обраний командою «Калгарі Флеймс». Перший шведський хокеїст, який забив 50 голів у регулярному чемпіонаті Національної хокейної ліги (1987/88). У цьому сезоні брав участь у матчі «Всіх зірок НХЛ». наступного року здобув кубок Стенлі.Всього, за шість сезонів у НХЛ, провів у регулярному чемпіонаті 450 матчів (429 очок)та на стадії плей-офф — 73 матчі (54 очка).
1989 року повернувся до «Фер'єстада». У елітному дивізіоні шведського хокею виступав до 1996 року. Всього у складі «Фер'єстада», за 10 сезонів, провів у регулярному чемпіонаті 405 матчів (501 очко)та на стадії плей-офф — 56 матчів (65 очок).

## Виступи у збірній
У складі національної збірної був учасником двох Олімпіад (1992, 1994). У Ліллегаммері збірна Швеції вперше перемогла на Олімпійських іграх.
Брав участь у чотирьох чемпіонатах світу. Чемпіон світу 1987, 1991; другий призер 1990. На чемпіонатах Європи — одна золота (1990) та дві срібні нагороди (1982, 1991).Фіналіст кубка Канади 1984. Всього на головних хокейних турнірах провів 60 матчів та набрав 55 очок (23 голи та 32 результативні передачі).
У 1994 році Гокан Лооб, Матс Неслунд та Томас Юнссон стали першими членами «Потрійного клубу». Тобто, вони мали у своєму активі перемоги на Олімпійських іграх, чемпіонатах світу та титул володаря кубка Стенлі. З 1998 року член зали слави ІІХФ.

## Досягнення
- Олімпійський чемпіон (1): 1994
- Чемпіон світу (2): 1987, 1991
- Срібний призер чемпіонату світу (1): 1990
- Чемпіон Європи (1): 1990
- Срібний призер чемпіонату Європи (2): 1982, 1991
- Фіналіст кубка Канади (1): 1984
- Володар кубка Стенлі (1): 1989
- Фіналіст кубка Стенлі (1): 1986
- Чемпіон Швеції (1): 1981